# Skeiða- og Gnúpverjahreppur
Skeiða- og Gnúpverjahreppur è un comune islandese della regione di Suðurland.